# Maxakali
Le Maxakali est une langue de la famille des langues macro-jê parlée au Brésil par les Maxakalis.

## Classification
Le maxakali est un des sous-groupe de l'ensemble macro-jê. La langue est parlée parlé par les Amérindiens Maxakalis qui vivent dans l'État brésilien du Minas Gerais.